# 袁義
袁 義（えん ぎ、生年不詳 - 1399年）は、元末明初の軍人。本貫は無為州廬江県。

## 生涯
もとは張姓で、張徳勝の族弟にあたる。はじめ趙普勝（双刀趙）の下で総管となり、安慶を守り、趙同僉や丁普郎を沙子港で破った。左君弼に招かれたが、従わなかった。張徳勝が戦死すると、朱元璋に帰順した。帳前親軍元帥となり、姓名を賜った。たびたび征戦に従って、功績を重ねて興武衛指揮僉事となった。
洪武初年、徐達の北伐に従い、元の平章の俺普達らを通州で撃破し、賀宗哲・詹同を沢州・潞州で撃退するのに、功績最上であった。さらに徐達に従って陝西に進攻し、元の豫王の兵を破った。諸将とともに慶陽を包囲した。張良臣の兵がにわかに袁義の陣営に迫ったが、袁義は堅く陣営を守って動かず、敵の緩みを待って、奮戦してこれを撃破した。ココ・テムルの軍を定西で撃退し、南方の興元を奪取した。本衛同知に進み、羽林衛を組織化し、遼東に移駐した。
洪武14年（1381年）、沐英に従って雲南に遠征し、普定の諸城を攻略して、楚雄に駐屯した。少数民族がたびたび離反したため、袁義は糧食を蓄積して城塁を高くし、守りあるいは戦って、功績により楚雄衛指揮使に転じた。あるとき南京に入朝して、洪武帝（朱元璋）に慰労された。洪武帝は袁義の老いをみて、医者に命じてその髭を染めさせた。楚雄にあること20年、田地を開墾し堰を築き、城郭や橋梁を整備したので、軍民に喜ばれた。建文元年（1399年）、南京に召還され、右軍都督府僉事となり、同知に進み、在官のまま死去した。